# 나가오카 가이시
나가오카 가이시(일본어: 長岡外史, 1858년 6월 23일- 1933년 4월 21일)는 메이지, 다이쇼 시대의 정치가, 육군 군인으로 최종 계급은 육군 중장으로 예편했다. 일본 육군사관학교 2기, 일본육군대학 1기생으로 영전은 정3위 훈1등 공2등이다.

## 생애
스오국 쓰노군(지금의 야마구치현 구다마쓰시) 출신이다. 아버지는 호리 산우에몬(堀三右衛門)으로 도쿠야마번사 나가오카 난요(長岡南陽)의 양자이다. 명륜관을 거쳐 1878년 일본 육군사관학교를 2기로 졸업하고, 1885년에 육군 대학교를 1기생으로 졸업했다.
1894년 발발한 청일 전쟁에서 오시마 혼성여단 참모를 지냈고, 1897년에는 군복무국 제2군사 과장을 지냈으며, 독일 파견 장교를 경험한다. 1902년에는 육군 소장이 되어, 보병 제9여단장을 맡는다. 1904년에 러일 전쟁에서 대본영 육군부 참모차장으로 활약했다. 1905년 5월말 쓰시마 해전에서 압도적인 승리를 거둔 후, 러시아 제국과의 강화 조건을 조금이라도 일본 측에 유리하게 조성하기 위해 강화 회의에 앞서 사할린을 점령해야 한다고 생각한 나가오카는 사할린 점령 작전을 군 정상에 상신했지만 해군은 찬성하지 않았고, 육군 참모 총장 야마가타 아리토모도 동의하지 않았다. 따라서 나가오카는 만주군 고다마 겐타로에게 편지를 쓰고 설득 작업을 벌였고, 이에 따라 7월 이후 사할린 작전이 결정되었다. 결과적으로 이 전략은 9월 5일 성립된 포츠머스 조약의 강화 조건의 하나인 남부 사할린 이양에 큰 영향을 주었다.
1908년에는 군무국장이 되었고, 이듬해 육군 중장으로 승진했다. 임시 군사기구 연구회 초대 회장을 역임했다. 이어 13, 16사단장을 역임하였고, 1916년에는 예비역 된다. 1924년 5월, 제15회 중의원 의원 총선거에 야마구치 현 제7구에서 출마해 의원에 당선되었다.
1933년 1월 11일, 방광 종양으로 게이오 대학 병원에 입원, 치료를 받았지만, 4월 11일 오전 8시 상태가 악화되어 22일 9시 50분경 향년 76로 사망했다.
묘지는 아오야마 영원으로 야마구치현 시모 시 사사도지마의 국민 숙사 오오에 가이시를 기리기 위한 가이시 공원이 있고, 가이시 동상이 세워져 있다. 시모 시내에는 「나가오카 가이시 기념회」가 있고, 기념 활동에 임하고 있다. 관계 문서 마이크로 필름은 국립 국회도서관에 소장되어 있다.

## 비행기

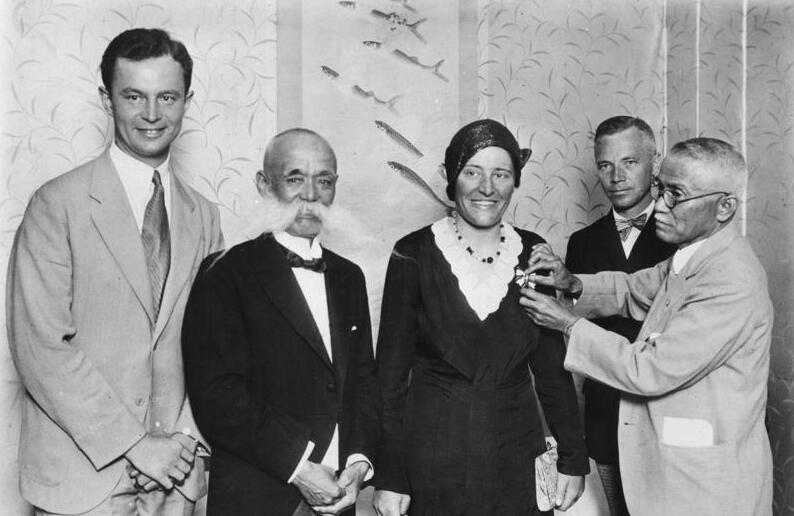
1931년, 독일 여성비행사 마르가 폰 에츠도르프의 서훈에 입해한 가이시, 오른쪽은 하시모토 게이자부로

가이시가 혼성 제9여단 참모를 맡고 있던 때, 부하인 니노미야 주하치로부터 ‘비행기’(니노미야 자신은 ‘비행 장치’라고 칭하고 있었다) 연구에 군 예산을 받아하겠다고 상신서를 받는다. 사람이 타고 하늘을 나는 기계의 구상이라는 당시로서는 기상천외한 연구에 대해 가이시는 난색을 표하고 “지금은 전시다. 외국에서도 성공하지 못한 것을 일본에서 성공할 리가 없다. 성공했다고 해도 전쟁에는 사용할 수 없다”(니노미야는 정찰에 사용 및 건의했다)고 니노미야의 건의를 일축하고 일본인에 의한 비행기의 발명이라는 기회를 잃는 원인이 되었다. 후에 라이트 형제에 의해 비행기가 발명되자 “니노미야 추하치의 비행기 연구 개발” 사실이 세상에 알려지게 되면서 가이시는 자신의 비전이 없음을 한탄하고 니노미야를 면회하여 사과했다고 한다.
그 후, 니노미야의 연구와 업적을 후세에 전하는 동시에 비행기의 보급을 도모하기 위해 1915년에 국민비행협회, 1918년 제국비행협회로 개편)를 창설하여 인재의 표창과 육성에 나섰다.
또한 군무국장이었던 1909년 8월에는 초대 임시 군사기구 연구회의 회장을 겸임하고 일본군의 항공 분야의 초창기에 기여했다. 원래 연구회 회장은 육군 차관인 이시모토 신로쿠가 예정되어 있었지만, 이시모토가 비행기에 회의적이어서 사퇴를 했기 때문에 가이시가 초대 회장이 되었다. 그러나 가이시가 제13사단장으로 전출 후 후임 회장은 이시모토가 취임했다.

## 평가

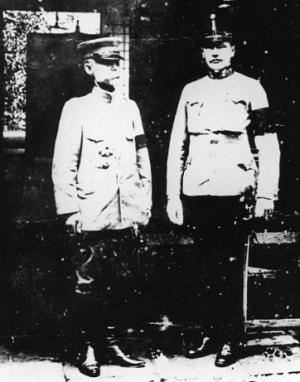
가이시와 레르히

가이시는 선입관이나 관습에 얽매이지 않고 새로운 것을 받아들이는 유연한 사고 능력을 가지고 있었다. 니가타현 다카다 (현재의 조에쓰시)의 제13사단장 시절 시찰하던 오스트리아 군인 테오도르 에도라 폰 레르히 소령이 전해준 스키를 군대에 처음으로 도입했다. (이것이 일본 스키 발상으로 알려져 있다).
뤼순항 공략에서 해안포의 도입을 진언하고 적극적으로 뒷받침을 하는 등의 공적이 있다. 그러나 발상이 기발하고, 착상에 불과한 현실성 없는 구상을 실행하려고 주위를 혼란시킨 적도 있었다. 이로 인해 한때 비행기의 개발에 대한 자신의 통찰력이 부족함을 깨닫고 건의를 했던 니노미야에게 일부러 찾아 가서 사과하는 등 내성적이고, 자신에게 엄격하면서 타인에 대한 배려를 잊지 않았다. 항상 주위의 의견에 귀를 기울이고 자신의 실수에 주의반성하고 스스로 즉시 고쳤기 때문에 큰 과실없이 직책을 완수할 수 있었다. 이를 통해 많은 사람들에게 존경을 받았다.
한편 ‘프로펠러 수염’이라는 최대 70cm에 달하는 긴 수염을 기르고, 진심으로 자랑하는 등 이해할 수 없는 면도 있었다.

## 연표

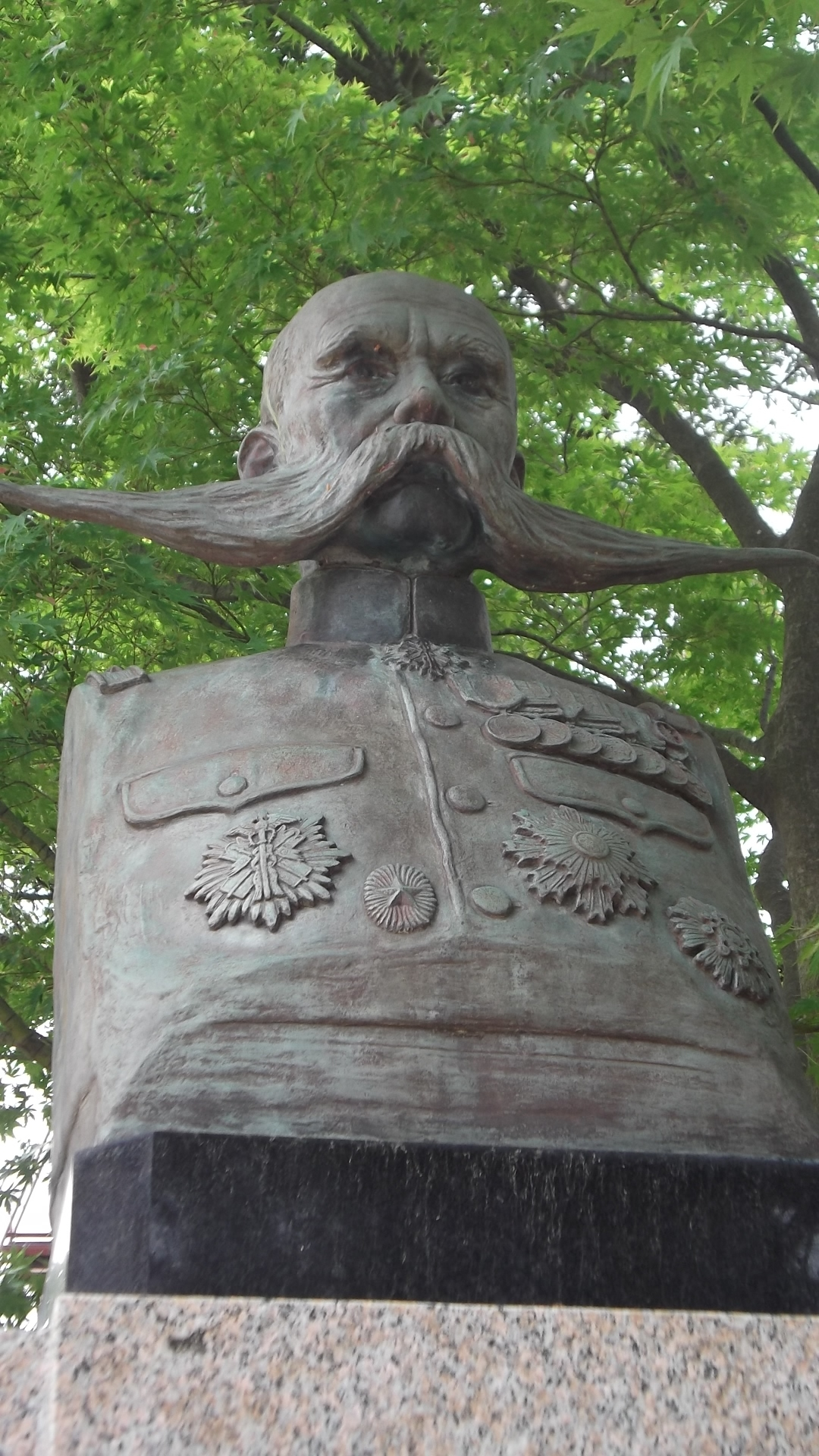
나가오카 가이시의 동상(니가타 현 조에스, 구 육군 제13사단장 관사

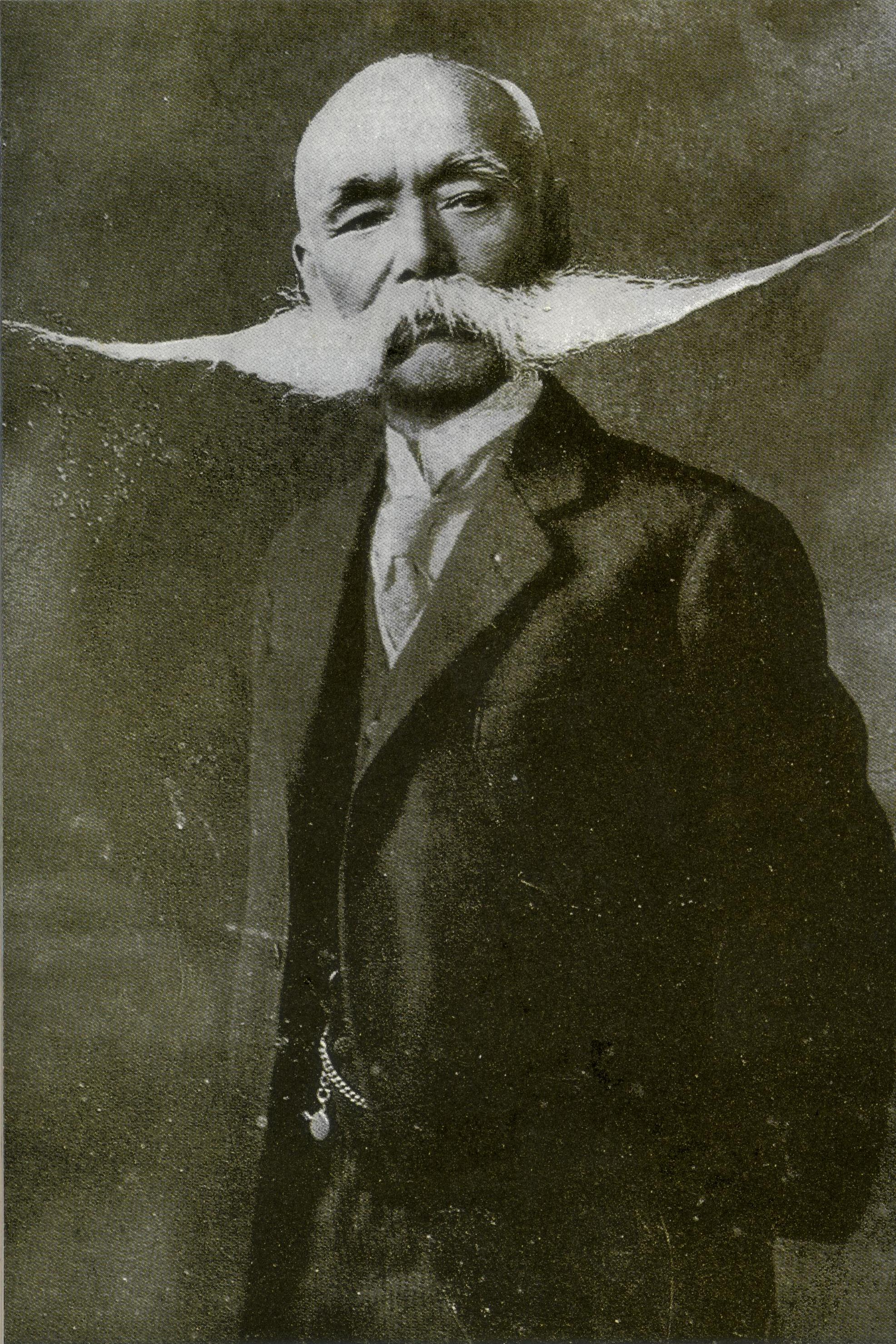
중의원 의원 시절의 나가오카

- 1875년 2월 - 육군병학료 입학 임시 사관학도, 12월에 입학
- 1878년 12월 - 육군사관학교 졸업 (전 2기)
- 1879년 2월 1일 - 보병 소위 · 보병 제13연대 부표
- 1880년 6월 - 도쿄 육군 교도단 소대장
- 1881년 1월 - 월요일위원회 제1차 회의 참석
- 1883년 4월 - 육군대학교 입학
- 1884년 5월 31일 - 보병 중위
- 1885년 12월 - 육군대학교 졸업 (1기) 참모 본부 출사
- 1886년 5월 - 참모본부 제2국원
- 1887년 4월 27일 - 보병 대위
  - 5월 - 조선, 블라디보스토크, 하바로프스크 시찰 (- 11월)
- 1888년 5월 - 참모본부 제2국원
- 1889년 2월 - 보병 제4연대 중대장
- 1891년 12월 16일 - 1등급
- 1892년 1월 - 제1사단 참모
- 1893년 4월 27일 - 보병 소령, 근위보병 제4연대 부표
- 1894년 6월 - 혼성 제9여단 참모
  - 11월 - 제1군 병참부 참모장
- 1895년 5월 10일 - 보병 중령
- 1896년 1월 - 근위 보병 제4연대
  - 3월 - 참모 본부 제1국원
  - 3월 24일 - 정6위
  - 5월 - 참모 본부 제4국원
- 1897년 1월 - 조선 출장 (4월)
  - 4월 13일 - 해군대학교 강사 (9월 18일)
  - 7월 - 육군성 군무국 제2군사 과장
  - 9월 - 군무국 보병과장 (제2군과의 명칭 변경)
  - 10월 11일 - 보병 대령
- 1898년 3월 - 군무국 군사과장
- 1899년 8월 - 군무국 출사 (유럽 출장) (~1902년 10월)
- 1902년 6월 11일 - 육군 소장 · 보병 제9 여단장
- 1904년 3월 - 참모본부가 있는 仰附(1906년 7월)
  - 4월 - 대본영 육군 참모 후 (6월)
  - 6월 - 대본영 육군부 참모차장 仰附(~1905년 12월)
- 1905년 12월 - 만주 출장 (1906년 2월)
- 1906년 7월 - 보병 제2여단장
- 1908년 12월 - 군무 국장
- 1909년 8월 1일 - 육군 중장
  - 8월 29일 - 임시 군사기구 연구회장
- 1910년 6월 - 제13사단장
- 1913년 1월 - 제16사단장
- 1914년 8월 8일 - 대명
- 1915년 8월 8일 - 휴직
- 1916년 8월 8일 - 예비역
  - 9월 30일 - 정3위
- 1918년 6월 - 제국 비행 협회 부회장 (~1927년 9월)
- 1919년 12월 - 유럽 출장 (1920년 5월)
- 1921년 4월 1일 - 후비 역
- 1924년 5월 - 중의원 의원 (~1928년 1월)
- 1929년 6월 - 비행 관장 (~1930년 4월)
  - 11월 - 국민비행회장

## 주해
1. ↑  러시아는 강화를 준비 중인 단계에서 일본군의 사할린 섬 점령에 화를 냈지만 중개를 했던 시어도어 루스벨트 미국 대통령은 이 작전을 오히려 지지하고 있다.

## 같이 보기
- 구다마쓰시
- 가사도섬
- 조에쓰시
- 테오도르 에들러 폰 레르히
- 호리우치 분지로